# Opera in drama
Opera in drama (izvirno nemško: Oper und Drama) je književni esej, ki ga je leta 1851 napisal Richard Wagner. V njem je obrazložil svoje ideje o idealnih karakteristikah opere kot umetniške oblike. Delo Opera in drama sodi v skupino esejev, ki jih je Wagner napisal v obdobju ustvarjanja Nibelunškega prstana in v katerih je poskušal uskladiti svoje politične in umetniške ideje. 
Wagner je celotno delo napisal v Zürichu, v štirih mesecih med oktobrom 1850 in januarjem 1851. Posvetil ga je nemškemu publicistu in skladatelju Theodorju Uhligu. V začetku leta 1951 je v Zürichu daljše odlomke knjige javno prebral, nekateri deli so bili izdani v reviji Deutsche Monatsschrift, celoten esej pa v Leipzigu kasneje istega leta. Druga izdaja je bila leta 1868, avtor jo je posvetil nemškemu političnemu piscu Constantinu Frantzu.
Knjiga je sestavljena iz treh delov:
- Prvi del, Opera in narava glasbe, je razširjena kritika tedanje sodobne opere, v kateri avtor obtožuje in napada Rossinija in Meyerbeera kot izdajalca umetnosti. Wagner utemeljuje, kako sta umetnost prodala v zameno za odobravanje širokih množic in senzacionalizem. V tem delu se nahaja Wagnerjeva slavna izjava, da Meyerbeerove opere vsebujejo »posledice brez vzrokov«.
- Drugi del, Gledališka igra in narava dramatske poezije, je Wagnerjeva najobširnejša obravnava vloge poezije v njegovi idealizirani glasbeni drami.
- Zadnji del, Pesništvo in glasbena umetnost v drami prihodnosti, daje splošni pregled nad konceptom idealne glasbene drame. Wagner je sicer popustil s svojim idealizmom, da je lahko dosegel uspeh v svojih kasnejših delih.